# عباس لعیبی
عباس لعیبی (عربی: عباس لعيبي منشد؛ زادهٔ ۱ ژانویهٔ ۱۹۵۲) دونده سرعت اهل عراق بود.